# Exogonium argentifolium
Exogonium argentifolium là một loài thực vật có hoa trong họ Bìm bìm. Loài này được (A. Rich. ex Sagra) House mô tả khoa học đầu tiên năm 1908.